# Fakir Musafar
Roland Loomis, dit Fakir Musafar, né le 10 août 1930 à Aberdeen (Dakota du Sud) et mort le 1er août 2018 à Menlo Park (Californie), est considéré comme le père du mouvement primitif moderne (en).
Il a expérimenté sur son corps les techniques de modification corporelle telles que le piercing, le tightlacing, la scarification, le tatouage, la suspension corporelle et le bondage. Sa vie et son enseignement font de lui une icône de la culture alternative des milieux BDSM et fétichiste. 

## Biographie
Fakir Musafar prétend avoir revécu dès l'âge de quatre ans des vies antérieures dans ses rêves. À 12 ans, il se donne son premier piercing.[réf. souhaitée]

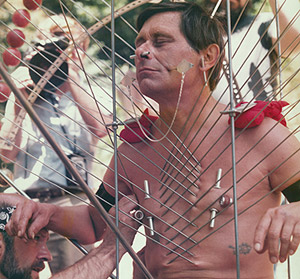
Fakir Musafar en 1982.

À partir de 1948, il prend fait et cause pour les pratiques anciennes et les techniques modernes du piercing.
En 1966 ou 1967, il réalise sur lui-même, avec l'aide de Davy Jones, une suspension « O-kee-pa », un rituel Mandan et Sioux dans lequel les participants se suspendent verticalement à l'aide de crochets plantés dans le haut du torse ,. Il qualifie ce rituel d'« expérience transformative ».
Il fréquente alors le milieu homosexuel et le milieu fétichiste. Ses écrits et ses photographies sont diffusés dans leurs publications.
Musafar montre et partage ses explorations dans ses écrits, ses interviews et son enseignement d'autres « jeux corporels ».
En 1967, il invente l'expression « Modern Primitives », par analogie aux mœurs de modification corporelle des peuples autochtones. Selon lui, cette expression désigne « une personne non tribale qui répond à des besoins primaires liés au corps ».
Il crée le magazine Body Play, regroupant toute une communauté qui diffuse ces pratiques, telles que la « ball dance », une danse extatique avec des poids accrochés sur toute la peau.
Sa première apparition publique en tant que Fakir Musafar a lieu lors de la première Tattoo Convention de Reno au Nevada en 1977.
En 1985, il participe à l'élaboration du film Dances Sacred and Profane, et y apparaît lui-même. Au début des années 1990, Musafar apparaît dans les émissions de télévision grand public et devient un référent dans les documentaires sur les Primitifs Modernes. En février 1999, Fakir Musafar est invité à la conférence annuelle américaine de psychiatrie pour présenter son expérience de la modification corporelle et du chamanisme. Cette même année, ses archives disparaissent dans l'incendie de son bateau.[réf. souhaitée]
Il intervient dans les lycées et universités américaines et des réunions pour parler du mouvement New Age.
En 2005, il apparaît dans le documentaire Modify, réalisé par Jason Gary et Greg Jacobson.
Après quarante ans d'expérience du piercing et du body art, il crée une école de perceurs en Amérique,.
Il continue ses performances à travers le monde avec sa partenaire Cléo Dubois.
Sa femme Cléo Dubois a annoncé sur Facebookt sa mort, chez lui, le 1er août 2018. Fakir Musafar avait annoncé le 5 mai de la même année qu'il souffrait d'un cancer du poumon.

## Publications
- (en) Body Play: The Self-images of Fakir Musafar, 1982, Insight Books[11]
- (en) Fakir Musafar: Spirit + Flesh, Arena Editions, 2004,  (ISBN 1-892041-57-X)[12]

### Filmographie
- Fakir Musafar, documentaire diffusé lors de la Nuit du cyclone, émission spéciale de L'Œil du cyclone, le 22 janvier 1999 sur Canal + (troisième partie, à partir de 28 min 30 s).
- Jason Gary et Greg Jacobson, Modify, 2005 (documentaire, fiche sur IMDb).